# المجلس الوطني الكويتي
المجلس الوطني الكويتي هو مجلس أنشئ عام 1990 ليحل محل مجلس الأمة الكويتي. انعقد المجلس لفترة قصيرة ولم يستمر بسبب الغزو العراقي للكويت وعودة العمل بالدستور بعد تحرير الكويت.

## الخلفية التاريخية
شهد مجلس الأمة الكويتي 1985 صراعات متكررة بين النواب والوزراء. كان أولها استجواب وزير العدل الشيخ سلمان الدعيج الصباح من قبل نواب يمثلون تيارات عدة مثل أحمد الربعي ومبارك الدويلة وحمد الجوعان بعد أن أثيرت شبهات حول صرف سندات من صندوق صغار المستثمرين بالإضافة إلى انحراف الوزير عن دوره الأصلي من خلال مشاركته في إعداد حلول لأزمة المناخ تهدف إلى استفادة شخصية. وجاء طلب طرح الثقة بأغلبية نيابية بعد شهرين من انتخاب المجلس، وأفضى الطلب إلى استقالة الحكومة. وتلى الاستجواب إصرار المجلس على فتح تحقيق في أزمة المناخ وفحص محاضر اجتماعات مجلس إدارة بنك الكويت المركزي، وقوبل الطلب برفض الحكومة فتح الملفات، إلى أن جاء حكم المحكمة الدستورية بتاريخ 14 يونيو 1986 بأحقية المجلس بالإطلاع على الوثائق والبيانات التي طلبها.
وفي يوم 21 يونيو 1986 قدم محمد المرشد وفيصل الصانع وأحمد باقر استجوابا إلى وزير المواصلات عيسى المزيدي حول قضية المشتركين في الخدمة الهاتفية والمستحقات المترتبة عليهم، وفي نفس اليوم تقدم النواب ناصر البناي وخميس عقاب وسامي المنيس باستجواب إلى وزير المالية والاقتصاد جاسم الخرافي حول المخالفات الواردة في تقريرين لديوان المحاسبة عن صندوق صغار المستثمرين، ليضاف هذا الاستجواب إلى استجواب وزير المواصلات، وسرت الأخبار بأن هناك استجواب سيقدم من مشاري العنجري وعبد الله النفيسي وجاسم القطامي لوزير النفط والصناعة الشيخ علي الخليفة العذبي الصباح في اليوم التالي على خلفية الانفجارات للمواقع النفطية ومدى الحماية التي يعمل الوزير على توفيرها للمنشآت النفطية، وفي يوم 24 يونيو تقدم النواب مبارك الدويلة وراشد الحجيلان وأحمد الشريعان باستجواب لوزير التربية حسن الإبراهيم، وأرجأ المجلس استجوابات الوزراء لمدة أسبوعين.
وفي يوم 2 يوليو 1986 قدم الحكومة الكويتية استقالتها، وحل المجلس بأمر أميري من قبل الشيخ جابر الأحمد الصباح في 3 يوليو 1986 حل غير دستوري مع تعليق بعض مواد الدستور الخاصة بالحريات وصلاحيات مجلس الأمة،.

## تأسيس المجلس
بعد حل المجلس سادت فترة من الهدوء النسبي تخللها مطالبات من بعض النواب وجمعيات النفع العام بالعودة للحياة البرلمانية. ولكن هذا الهدوء لم يدم حيث بدء تصاعد التحركات الشعبية المطالبة بعودة الحياة النيابية وإعادة العمل بالدستور، وتبلور هذا العمل الشعبي لاحقاً فيما يعرف بدواوين الأثنين ابتداء من ديسمبر 1989. حيث عقد عدد من الاجتماعات الشعبية الدورية في عدد من دواوين النواب السابقين، وأسفرت عن تقديم عدة التماسات وعرائض تناشد السلطات الاستجابة للمطالب الشعبية. على أن الحكومة لم تبد استجابة في هذا الصدد.
و وسط أجواء التصعيد المتبادلة قام أمير الكويت الشيخ جابر الأحمد الصباح بتوجيه خطاب للأمة في 20 يناير 1990 دعا فيه إلى تحكيم العقل واللجوء إلى الحوار وتوسيع قاعدة الشورى ودعم الحياة النيابية. ورحب بهذا الخطاب على أن يكون بداية الحوار وعودة الحياة البرلمانية. ونتج عن الخطاب طرح الحكومة صيغة انتقالية كبديل لإحياء الحياة النيابية تتمثل في تأسيس مجلس وطني مؤقت مدته أربع سنوات يتم تعيين ثلث أعضائه وتقسم صلاحياته بطابع استشاري غير ملزم. وجاء إعلان تأسيس المجلس في خطاب الأمير في يوم 22 ابريل 1990.
حدد الأمر الأميري أعضاء المجلس الوطني ب75 عضو، تعين الحكومة 25 منهم وينتخب الشعب 50 منهم بالاقتراع المباشر، وتكون مدة المجلس أربع سنوات، وقامت الحكومة بالدعوة إلى انتخابات المجلس الوطني في 10 يونيو 1990. وواجه أمر إنشاء مجلس معارضة شعبية واسعة.

## ردود الأفعال
واجه إعلان تأسيس المجلس والدعوة للانتخابات رفض عدد من نواب مجلس 1985 المنحل وبعض الشخصيات البارزة في المجتمع الكويتي. وجاء الرفض بشكل رفض المشاركة بالانتخابات والقيام باجتماعات دورية في عدد من الدواوين لحث الشارع على رفض المجلس. وشهدت تلك الفترة عدد من الاعتقالات وتفعيل قانون منع التجمعات، حيث اعتقل أحمد باقر في يوم 7 مايو 1990، وفي 8 مايو 1990 أعتقل د. أحمد الخطيب وأحمد النفيسي وعبد الله النيباري من ديوانية د. أحمد الخطيب، وفي يوم 14 مايو 1990 كان د. عبد الله النفيسي يتحدث في ديوانية جاسم القطامي فقام أحد الأشخاص وطالبه بعدم التكلم بهذه الأمور لأنها تخالف القانون، فقال د. عبد الله النفيسي بأنه لن يتوقف عن الكلام إلى إذا أمره صاحب الديوانية بذلك، فقال جاسم القطامي أكمل، فواصل د. عبد الله النفيسي كلامه ليفاجئ بدخول عسكري ليقوم باعتقاله، ، وفي اليوم التالي حدث الأمر نفسه لأحمد الربعي.

### مقاطعة النواب للانتخابات
عارضت مجموعة من نواب مجلس 1985 خوض انتخابات المجلس الوطني بحجة عدم دستوريتها وسلب المجلس من دوره التشريعي والرقابي، وجاء ذلك بشكل بيان نصه:
حضرة صاحب السمو أمير البلاد الشيخ جابر الأحمد الجابر الصباح... حفظه الله
السلام عليكم ورحمة الله وبركاته
أما بعد،،،
فمنذ ما يزيد على أربعة عشر قرناً من الزمان، انطلق صوت السماء معلناً قيام دولة الحق والعدل والقانون والسلام، دولة الإسلام، دولة وضعها الرسول الكريم موضع التنفيذ وحمل أمانتها مِن بعده خلفاؤه الراشدون، فصارت حقاً مكتسباً لكل مسلم لا يجوز لكائن من كان أن يمسه، حقاً لا يتقادم، ودائماً بدوام أصله الصالح لكل زمان ومكان.
ولقد جاء دستور الكويت الصادر في نوفمبر 1962 كاشفاً لا مُقرراً لحق تقرر منذ قرون، بل ومؤكداً لحق الشعب الكويتي في إقامة دولته القانونية من خلال أحكام ثبتت دعائمها، فصار حق الكويتيين بأن يعيشوا في ظل دولة قانونية يرتكز على ركيزتين: الأولى هي أصول الإسلام الحنيف والثانية هي أحكام الدستور. والثابت أنه بمجرد إقامة الدولة القانونية يكون قد انقضى الزمن الذي كانت تمارس فيه السلطة باعتبارها حقاً شخصياً لتصبح ظاهرة نظامية لها أشكالها ومضامينها القانونية المحددة في الدستور.
غير أنه مما يثير الأسف ويحز في النفس أن السلطات في الكويت تناست هذه الحقائق فاتخذت منذ عام 1976 سلسلة من الإجراءات التي انتهكت حرمة الدولة القانونية وأهدرت مبدأ سمو الدستور، وهي إجراءات لا تستهدف في واقع الأمر وحقيقته سوى الاستئثار بالسلطة، وكان آخرها إجراءات 22 أبريل 1990، وهي الإجراءات التي جاءت صاعقة على رؤوس المتمسكين بأهداف الدستور من شعب الكويت الوفي الأمين، فتحقق بذلك ما توقعناه وبيناه لسموكم في برقيتنا المرفوعة إليكم بتاريخ 20/3/1990. ونحن إذ نأسف لذلك ونعلن موقفنا من هذه الإجراءات المتمثلَ في عدم الترشيح للمجلس الوطني وعدم المشاركة في انتخاباته، فإننا نسأل الله أن يعين شعب الكويت في محنته، وهو الشعب المسالم الذي جوزي بعض أبنائه في عيد الله ورسوله والمسلمين بالقمع وبالقنابل الخانقة والمسيلة للدموع، كما نسأل الذي لا يُسأل سواه أن يأخذ بيد شعب الكويت على جادة الحق وطريق الصواب ودرب تحقيق آماله في أن يعيش في ظل ديموقراطية حقة يجازى فيها الحاكم على عدله بالطاعة والنصرة وينصف فيها المحكوم، آملين من سموكم إعادة النظر في إجراءات 22 أبريل الماضي بما يكفل العمل بدستور البلاد الصادر في نوفمبر 1962 وإجراء انتخابات مجلس الأمة وفقاً للدوائر الانتخابية القائمة وقانون انتخابات أعضاء مجلس الأمة الحالي.
والله ولي السداد والتوفيق.

### عريضة عبد العزيز الصقر
كما أصدر 194 شخصية من الشخصيات المؤثرة في المجتمع الكويتي بياناً مشتركاً عرف بعريضة عبد العزيز الصقر يعلنون فيه رفضهم للمجلس الوطني ومقاطعة الانتخابات. ونص العريضة:
الحمد لله والصلاة على رسول الله
ونعم أمر الله «وَأَوْفُوا بِعَهْدِ اللهِ إِذَا عَاهَدْتُمْ وَلَا تَنْقُضُوا الْأَيْمَانَ بَعْدَ تَوْكِيدِهَا وَقَدْ جَعَلْتُمُ اللهَ عَلَيْكُمْ كَفِيلًا إِنَّ اللهَ يَعْلَمُ مَا تَفْعَلُونَ». صدق الله العظيم.
وبعد،،،
يمر وطننا العزيز هذه الأيام بفترة دقيقة تُوجب علينا الإعلان عما يملأ صدورنا جميعاً من قلق على المساس بمنجزات الوطن وأواصر وحدته، وخشيتنا على حقوق المواطنين وحرياتهم ومستقبلهم بعد الإعلان عن «إنشاء المجلس الوطني». فمنذ نشأت الكويت وأهلها جميعاً يمارسون روح الديموقراطية في ما بينهم بسجيتهم وبهدي من تعاليم دينهم الإسلامي الحنيف، وبوحي من فطرتهم العربية النقية، في كل شؤون حياتهم وعلى رأسها اختيار حاكمهم وطريقة حكمهم. حتى رست جذور هذه التقاليد وأينعت ثمارها ونعِم الوطن بقطافها في مطلع الستينيات بإعلان دستورها الذي اقره المجلس التأسيسي المنتخب وأصدره أمير دولة الكويت المرحوم الشيخ عبد الله السالم باعتباره الميثاق السامي الذي تعاقد وتعاهد عليه أمير الكويت وشعبها وغدت به الكويت دولة دستورية حديثة. ومن هنا انطلقت وامتدت مسيرتها خلال العقود الثلاثة المنصرمة ماضية حيناً -وتقيل عثراتها حيناً آخر- وهي تحمل معها في كل الأحوال أمانة المسؤولية وأماني الأمة كرمز لوحدتها وتقدُّمها وكصوت يعبر عن رغباتها ويصون حقوقها في حدود دستورها، حتى صدرت قرارات الثالث من يوليو عام 1986 بحل مجلس الأمة... ومنذ ذلك الحين قد التزمنا بواجب السعي والتشاور مع مختلف الجهات في كثير من الأوقات لتجنب المخاطر.
وبعد ثلاث سنوات ونصف من «التأمل» وما يزيد على ثلاثة أشهر من «الحوار» وبينما كان الشعب يعيش أجواء التفاؤل وينتظر بلهفة وأمل العودة إلى العمل بالدستور من خلال ما تشيعه تصريحات المسؤولين من تفاؤل وما انتهى إليه الحوار في مجمله من تأكيد المطالب التالية:
أولاً: عودة العمل بدستور 1962 والمحافظة عليه باعتبار ذلك إجماعاً عبرت عنه الأمة بكل الوسائل المتاحة.
ثانياً: الاتفاق على أن أية مراجعات للمسيرة النيابية واجب مطلوب إذا ما تم وفق القنوات الدستورية المشروعة. وإذا بنا أمام مفاجأة إعلان قيام «المجلس الوطني» الذي يتناقض كلياً مع ما انتهى إليه الحوار مما أصبح معه الدستور معطلاً، ومما يزج بالوطن والمواطنين في أجواء من الصراع والانشقاق بإدخالهم في مثل هذه التجارب والمغامرات التي تنال من أغلى مقومات وجودنا ألا وهي وحدتنا والثقة في ما بيننا وتعزيز تلاحمنا الصادق والأصيل مع قيادتنا التاريخية. إن مصطلح «الفترة الانتقالية» لا تعرفه الأنظمة الديموقراطية الحقة ولا تعترف به وهو إجراء تستخدمه كثير من دول العالم الثالث في عهود استعمارها وتستخدمه في ظل حكوماتها الانقلابية والفردية إذ إنه غالباً ما يكون بمنزلة «الستار للمناورة» وهو أمر لم نقره في تاريخنا ولم نمارسه في علاقاتنا، لذا نجد من الواجب علينا بعد أن حادت الحكومة عن النتائج الحقيقية للحوار واختارت أسلوب المناورة السياسية مع ما ينطوي عليه من خطورة بالغة تتحمل الحكومة وحدها كامل المسؤولية عن النتائج والتفاعلات. وأمام واجب الشهادة لله والصدق والإخلاص للوطن ولقائده حضرة صاحب السمو أمير البلاد وفقه الله وللإخوة والأخوات المواطنين أن نعلن أننا بعد كل ذلك نجد أنفسنا أمام خيار واحد ألا وهو خيار عدم المشاركة في المجلس الوطني ترشيحاً واقتراعاً وتعاوناً، التزاماً منا بالعهد والميثاق ووفاء لمنجزات الآباء والأجداد، وحرصاً على مستقبل الأجيال وصوناً لوحدة الوطن والمواطنين.
وأخيراً،،،
نشعر -نحن موقعي هذا البيان- أننا مدينون بكلمة اعتذار لكل الإخوة والزملاء من المواطنين الذين لم يسعفنا الوقت للتشاور معهم وتعزيز وثيقتنا بمشاركتهم وتوقيعاتهم واثقين من حسن تفهمهم وصدق تأييدهم وشاكرين تعاونهم.
والله نسأل أن يهدينا جميعاً إلى ما يحب ويرضى وإلى ما فيه مصلحة الكويت إنه نعم المولى ونعم النصير.
«وَأَسِرُّوا قَوْلَكُمْ أَوِ اجْهَرُوا بِهِ إِنَّهُ عَلِيمٌ بِذَاتِ الصُّدُورِ» صدق الله العظيم.
التواقيع:

## انعقاد المجلس وحله
دعي المجلس الوطني إلى دور الانعقاد الأول في 9 يوليو 1990، وافتتحه أمير الكويت  ، برئاسة العضو عبد العزيز المساعيد  ثم توقف انعقاد المجلس جراء الغزو العراقي للكويت، واستمرت المطالبات الشعبية بعودة الدستور فترة انعقاد مؤتمر جدة الشعبي، الذي توحدت فيه الأصوات للمطالبة بعودة الدستور وعودة الشرعية الكويتية الممثلة بأمير البلاد. رغم ذلك استمر عمل المجلس ووتولى شؤونها بدر جاسم اليعقوب. وبعد تحرير الكويت، دعي المجلس الوطني للانعقاد مرة أخرى حيث عقد عدة جلسات كانت أغلبها سرية، وفي صيف 1992 تمت الدعوة إلى انتخابات مجلس الأمة الكويتي 1992 وعاد العمل بالدستور.

### أعضاء المجلس المنتخبين
| الرقم | الاسم حسب ترتيب الحرف                            | الدائرة | المنطقة         |
| ----- | ------------------------------------------------ | ------- | --------------- |
| 1     | أحمد إسماعيل عبد الرسول سيد عبد الحميد البهبهاني | الأولى  | القادسية        |
| 2     | أحمد فهد عبد الرحمن الجسار                       | الثانية | الفيحاء         |
| 3     | إبراهيم عبد الله جاسم الشهاب                     | الأولى  | المرقاب         |
| 4     | بدر ناصر بشر البشر                               | الثانية | المرقاب         |
| 5     | براك ناصر فلاح النون أبو حقطه                    | الثانية | العمرية         |
| 6     | تركي محمد فلاح فالح المجليه العازمي              | الثانية | الفحيحيل        |
| 7     | جاسر خالد الجاسر الراجحي                         | الأولى  | الروضة          |
| 8     | جاسم محمد حسين علي قبازرد                        | الثانية | الرميثية        |
| 9     | جمعان محمد ناصر الحريتي                          | الأولى  | السالمية        |
| 10    | جواد علي حمود مكي المتروك                        | الثانية | حولي            |
| 11    | حسام عبد الله عبد الوهاب حسين الرومي             | الثانية | الدعية          |
| 12    | حمد إبراهيم عبد الرحمن عثمان التويجري            | الأولى  | العديلية        |
| 13    | حمود ناصر العبد الله الجبري                      | الأولى  | ابرق خيطان      |
| 14    | خلف حمد جمعة سبتي التميمي                        | الثانية | الخالدية        |
| 15    | خلف دميثير                                       | الأولى  | الصليبخات       |
| 16    | خليفة مساعد خليفة الخرافي                        | الأولى  | القبلة          |
| 17    | راشد سلمان محمد الهبيدة                          | الثانية | الصليبخات       |
| 18    | راشد عوض مطلق الجويسري                           | الثانية | السالمية        |
| 19    | رجاء عبد الله الحباج العازمي                     | الثانية | الصباحية        |
| 20    | سعدون حماد عبيد مزعل بداح العتيبي                | الثانية | الاحمدي         |
| 21    | سلمان حميد محمد ملوح العازمي                     | الأولى  | الصباحية        |
| 22    | صقر صالح سودان العنزي                            | الأولى  | الدعية          |
| 23    | طخيم فهد سلمان الطخيم                            | الأولى  | حولي            |
| 24    | طلال مبارك حمد العيار                            | الأولى  | الجهراء         |
| 25    | عادل عبد الرحمن رشيد عبد الله البدر              | الثانية | القبلة          |
| 26    | عادل عثمان عبد الله سالم الجيران                 | الأولى  | كيفان           |
| 27    | عاشور يوسف علي الصباغ                            | الأولى  | الشرق           |
| 28    | عايض علوش الخميشى العازمي                        | الأولى  | ام الهيمان      |
| 29    | عباس حسين شعبان الخضاري                          | الأولى  | الرميثية        |
| 30    | عبد العزيز فهد المساعيد                          | الثانية | الروضة          |
| 31    | عبد الكريم هلال الجحيدلي                         | الثانية | جليب الشيوخ     |
| 32    | عبد الله عوض محمد الخضير                         | الأولى  | الفحيحيل        |
| 33    | عثمان علي ناصر النجدي                            | الثانية | كيفان           |
| 34    | علي حسين فهد عمر العمر                           | الثانية | العديلية        |
| 35    | علي عبد الله مسلم العتيبي                        | الثانية | ابرق خيطان      |
| 36    | فايز حامد باتل البغيلي الرشيدي                   | الثانية | الفروانية       |
| 37    | فلاح عيد حبيب العازمي                            | الأولى  | الاحمدي         |
| 38    | كاظم عبدالرسوم بدر عبد الرحمن بوعباس             | الثانية | الشرق           |
| 39    | مبارك بنيه متعب فهد الخرينج                      | الأولى  | العمرية         |
| 40    | مبارك محمد هجاج عدنان العتيبي                    | الأولى  | الفيحاء         |
| 41    | محمد خلف دهش المهمل                              | الأولى  | جليب الشيوخ     |
| 42    | محمد راشد محمد العمر                             | الأولى  | الخالدية        |
| 43    | محمد مفرج عاصي مفرج المسيلم                      | الأولى  | الفروانية       |
| 44    | محمد هيف الحجرف                                  | الثانية | الجهراء         |
| 45    | مرزوق الحبيني                                    | الثانية | الرقة           |
| 46    | مصلح هميجان مرشد العازمي                         | الثانية | ام الهيمان      |
| 47    | مطلق محمد صعصيع الشليمي                          | الثانية | الجهراء الجديدة |
| 48    | منيزل جاسر فجري العنزي                           | الأولى  | الجهراء الجديدة |
| 49    | موسى إبراهيم خليل حسين جريدان                    | الثانية | القادسية        |
| 50    | هادي هايف الحويله                                | الأولى  | الرقة           |